# Щипавка болгарська
Щи́павка болга́рська (Sabanejewia bulgarica) — невелика прісноводна риба родини в'юнових (Cobitidae). Сягає 7,5 см довжиною. Поширена у нижньому і середньому басейн Дунаї до Братислави, заходить до більшості приток. Відзначена у Тисі в Угорщині та Словаччині.